# Lettera a un bambino mai nato
(Incipit del romanzo)
Lettera a un bambino mai nato è un libro scritto da Oriana Fallaci, pubblicato nel 1975. Il libro tratta temi quali l'aborto, la famiglia e l'amore.

## Storia editoriale
Il libro - dichiarò la Fallaci - prese spunto da una richiesta dell'allora direttore de L'Europeo Tommaso Giglio, il quale commissionò alla giornalista un'inchiesta sull'aborto. Le diede tempo quattro mesi dandole carta bianca sui contenuti. Anziché con l'inchiesta, dopo sei mesi la giornalista tornò con un fascio di fogli contenenti il libro. Nel 1993 la stessa Fallaci ha dichiarato che il direttore non le perdonò mai questa "disobbedienza" e che per quindici giorni non le rivolse la parola.
Nell'agosto 2015 il nipote, erede dell'autrice, ha rivelato di aver trovato in un cassetto del suo appartamento newyorchese il quaderno col manoscritto originale dell'opera, col titolo inglese Letter to Neverborn Child, risalente al 1967. Quindi, la genesi dello scritto chiaramente autobiografico - l'aborto spontaneo occorso alla Fallaci - va retrodatata.

## Contenuto
Il libro è un monologo drammatico effettuato da una donna che vive la maternità non come un dovere ma come un atto responsabile. È una donna contemporanea e misteriosa, in quanto priva di nome, volto e notizie sulla sua età. Le domande fondamentali che la donna si pone sin dal concepimento riguardano la legittimità e l'accettazione della nascita da parte del bambino in un mondo ostile, violento e disonesto. Al bambino verrà concesso il diritto di scegliere se nascere o no e attraverso un processo istituito con la presenza di sette giurati eccellenti, tra i quali i genitori, il medico, la dottoressa, il datore di lavoro, si arriva alla sentenza che prevede la condanna della donna.

## Critica
Il critico Carlo Bo scrisse: «la Fallaci ha saputo cogliere con il suo fiuto straordinario un tema vitale, lo ha assunto come mezzo di trasmissione della sua anima ferita e alla fine l'ha cantato con dolore e fra le lacrime».

## Edizioni
- Lettera a un bambino mai nato, Milano, Rizzoli, settembre 1975.
- Oriana Fallaci legge Lettera a un bambino mai nato. Dalla voce dell'autrice una lettura coinvolgente del celebre romanzo accompagnata da commento musicale (Grieg, Smetana, Sibelius Dvorak: scelta e montaggio sono della Fallaci), Milano, Rizzoli, 1993.
- Lettera a un bambino mai nato, Collana Libri Oro, Milano, Rizzoli, 1997, ISBN 978-88-17-15010-1.
- Lettera a un bambino mai nato, Collana Superpocket.Bestseller, Milano, Superpocket, 1998.
- Lettera a un bambino mai nato. Audiolibro 4 cd, Collana Opere di Oriana Fallaci, Milano, BUR, 2008, ISBN 978-88-17-02737-3.
- Lettera a un bambino mai nato, prefazione di Lucia Annunziata, Collana Opere di Oriana Fallaci, Milano, BUR, aprile 2009, ISBN 978-88-17-02837-0.
- Lettera a un bambino mai nato, Collana best Bur, Milano, BUR, 2014.